# 桑菲爾德 (伊利諾伊州)
桑菲爾德（英語：Sunfield）是位於美國伊利諾伊州佩里縣的一個非建制地區。該地的面積和人口皆未知。

## 地理
桑菲爾德的座標為38°03′52″N 89°14′24″W / 38.06444°N 89.24000°W，而該地的平均海拔高度為139米（即456英尺）。